# Domínio proteico

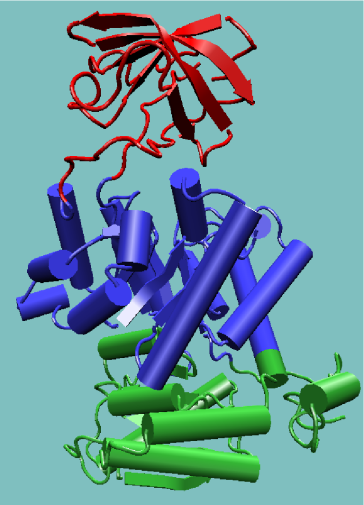
Proteína com três domínios.

As proteínas possuem um limite de possibilidade de conformações estruturais. De maneira geral, as espécies evoluem de forma a favorecer regiões com formato e função bem determinados, e tais sítios moleculares são denominados domínios proteicos. Os domínios são regiões da sequência polipeptídica que apresentam aspectos estruturais e funcionais característicos, muitas vezes funcionando independentemente de outras partes da proteína. Essas regiões também podem se combinar de diferentes formas para executar diferentes tarefas.
Pode-se dizer que a proteína é um componente modular, que pode ser agrupado e classificado de acordo com os domínios que possui. Muitos desses domínios não apenas formam estruturas estáveis dobradas em solução, mas frequentemente retêm parte da função bioquímica da proteína maior da qual são derivados. Um bom exemplo é o repressor Lac bacteriano, uma proteína tetramérica que se liga fortemente a uma sequência específica de DNA. Um dos dois domínios do monômero pode dimerizar por si só e se liga ao DNA com uma afinidade quase equivalente à da proteína intacta. A função do outro domínio é formar o tetrâmero através de interações proteína-proteína. Por si só, ele forma o tetrâmero, mas não se liga ao DNA. Entretanto, nem todos os domínios consistem em segmentos contínuos de polipeptídeo. Em algumas proteínas, um domínio é interrompido por um bloco de sequência que se dobra em um domínio separado, após o qual o domínio original continua, como ocorre com a enzima alanina racemase.
Os domínios variam em tamanho, mas geralmente não são maiores do que a maior proteína de um único domínio, cerca de 250 aminoácidos, e a maioria tem em torno de 200 aminoácidos ou menos. Quarenta e nove por cento de todos os domínios estão na faixa de 51 a 150 resíduos.

## Características
Os domínios de proteínas podem ser classificados de acordo com seus elementos estruturais secundários. Domínios alfa consistem inteiramente de hélices alfa. Domínios beta contêm apenas folhas beta. Domínios alfa/beta possuem fitas beta com segmentos helicoidais conectores. Domínios alfa+beta contêm regiões separadas de folhas beta e hélices.
Os domínios alfa possuem preferência por determinados ângulos de cruzamento, o que leva a dois motivos comuns para hélices interagindo. Um deles é um feixe de quatro hélices alfa antiparalelas, cada uma cruzando a próxima em um ângulo de cerca de -20°, de modo que o motivo inteiro tenha uma torção à esquerda. Este feixe de quatro hélices tem sido encontrado em uma ampla variedade de domínios alfa, onde desempenha funções diversas como transporte de oxigênio, ligação a ácidos nucleicos e transporte de elétrons.
No caso dos beta-domínios, pode-se dar exemplo das imunoglobulinas, várias enzimas como a superóxido dismutase e proteínas que se ligam a açúcares na superfície das células. Como não há hélices para fazer conexões longas entre as fitas adjacentes da folha beta, os domínios completamente beta contêm essencialmente apenas estrutura beta antiparalela, cujas fitas são conectadas com voltas beta e loops maiores.

## Métodos
O método de Wodak e Janin se fundamenta nas regiões de interface calculadas entre dois segmentos da cadeia com várias incidências em posições diferentes de resíduos. As áreas de interface são calculadas mediante a comparação das superfícies dos segmentos divididos com o da estrutura nativa. Domínio de limites potenciais podem ser identificados em um sítio onde a área de interface se encontrava em um mínimo. Outros métodos tem utilizado medidas de acessibilidade do solvente para calcular a compactação.